# Symphonies of Sickness
Symphonies of Sickness es el segundo álbum de la banda de metal extremo británica, Carcass. Fue lanzado a través de Earache Records en diciembre de 1989.
Mientras que el álbum aún conserva el estilo goregrind del Reek of Putrefaction, el sonido se hizo más característico al death metal.
En febrero de 2009, Symphonies of Sickness fue clasificado con el número 4 en la lista de álbumes esenciales europeos de grindcore según Terrorizer Magazine.

## Lista de canciones
- 1.	"Reek of Putrefaction" — 4:11
- 2.	"Exhume to Consume" — 3:51
- 3.	"Excoriating Abdominal Emanation" — 4:32
- 4.	"Ruptured in Purulence" — 4:11
- 5.	"Empathological Necroticism" — 5:46
- 6.	"Embryonic Necropsy and Devourment" — 5:14
- 7.	"Swarming Vulgar Mass of Infected Virulency" — 3:11
- 8.	"Cadaveric Incubator of Endoparasites" — 3:24
- 9.	"Slash Dementia" — 3:23
- 10.	"Crepitating Bowel Erosion" — 5:30
- 11.	"Reek of Putrefaction" (Bonus track en la reedición de 2008, tomada del demo "Symphonies of Sickness".)
- 12.	"Slash Dementia" (Bonus track en la reedición de 2008, tomada del demo "Symphonies of Sickness".)
- 13.	"Embryonic Necropsy and Devourment" (Bonus track en la reedición de 2008, tomada del demo "Symphonies of Sickness".)
- 14.	"Cadaveric Incubator of Endoparasites" (Bonus track en la reedición de 2008, tomada del demo "Symphonies of Sickness".)
- 15.	"Ruptured in Purulence" (Bonus track en la reedición de 2008, tomada del demo "Symphonies of Sickness".)
- 16.	"Crepitating Bowel Erosión" (Bonus track en la reedición de 2008, tomada del demo "Symphonies of Sickness".)

## Personal
- Jeff Walker — voz, bajo
- Bill Steer — coros, guitarra
- Ken Owen — batería, coros